# Coleophora otitae
Coleophora otitae é uma espécie de mariposa do gênero Coleophora pertencente à família Coleophoridae.